# Deborah Levi
Deborah Levi (Dillenburg, 28 de agosto de 1997) es una deportista alemana que compite en bobsleigh en la modalidad doble.
Participó en los Juegos Olímpicos de Pekín 2022, obteniendo una medalla de oro en la prueba doble (junto con Laura Nolte).
Ganó tres medallas en el Campeonato Mundial de Bobsleigh entre los años 2021 y 2025, y dos medallas en el Campeonato Europeo de Bobsleigh, en los años 2021 y 2022.

## Palmarés internacional
| Juegos Olímpicos   | Juegos Olímpicos             | Juegos Olímpicos  | Juegos Olímpicos |
| Año                | Lugar                        | Medalla           | Prueba           |
| ------------------ | ---------------------------- | ----------------- | ---------------- |
| 2022               | Pekín (China)                | Medalla de oro    | Doble            |
| Campeonato Mundial |                              |                   |                  |
| Año                | Lugar                        | Medalla           | Prueba           |
| 2021               | Altenberg (Alemania)         | Medalla de bronce | Doble            |
| 2024               | Winterberg (Alemania)        | Medalla de plata  | Doble            |
| 2025               | Lake Placid (Estados Unidos) | Medalla de oro    | Doble            |
| Campeonato Europeo |                              |                   |                  |
| Año                | Lugar                        | Medalla           | Prueba           |
| 2021               | Winterberg (Alemania)        | Medalla de oro    | Doble            |
| 2022               | Sankt Moritz (Suiza)         | Medalla de bronce | Doble            |